# رئيس وزراء إسبانيا
رئيس الحكومة (بالإسبانية: Presidente del Gobierno)‏ يُعرف أيضا بـرئيس الوزراء هو رئيس الحكومة الإسبانية. تأسس هذا المنصب بموجب دستور 1978 وتم تنظيمه لأول مرة في عام 1823 كرئيس لمجلس الوزراء الحالي، على الرغم من أنه من غير الممكن تحديد متى نشأ بالفعل.
عند شغور المنصب يرشح العاهل الإسباني مرشحًا لرئاسة الجمهورية للتصويت على الثقة من قبل كونغرس نواب إسبانيا مجلس النواب في الكورتيس جنراليس (البرلمان). العملية هي تنصيب برلماني يتم بموجبه انتخاب رئيس الحكومة بشكل غير مباشر من قبل مجلس النواب المنتخب. عمليا رئيس الوزراء هو دائما زعيم أكبر حزب في الكونجرس. نظرًا لأن الممارسة الدستورية الحالية في إسبانيا تدعو الملك إلى التصرف بناءً على نصيحة وزرائه، فإن رئيس الوزراء هو الرئيس التنفيذي الفعلي للبلاد.
يشغل بيدرو سانشيز من حزب العمال الاشتراكي الإسباني منصب رئيس الوزراء منذ 2 يونيو 2018، بعد اقتراح ناجح بسحب الثقة من رئيس الوزراء السابق ماريانو راخوي. توقفت حكومة سانشيز من الناحية الفنية في 29 أبريل 2019 بعد الانتخابات العامة الإسبانية لعام 2019، لكنها كانت تتصرف بعد ذلك. في أعقاب الانتخابات العامة في نوفمبر 2019 حصل سانشيز على ولاية ثانية كرئيس للوزراء بعد حصوله على عدد كبير من الأصوات في الجولة الثانية من انتخابه في مجلس النواب في 7 يناير 2020. ثم استأنف منصب رئيس الوزراء الرسمي بعد أن أدى اليمين أمام الملك فيليب في 8 يناير 2020. ثم أدت حكومته الجديدة اليمين الدستورية أمام الملك فيليب في 13 يناير 2020.

## السلطة الدستورية
يحدد الباب الرابع من الدستور الحكومة ومسؤولياتها. تتكون الحكومة من رئيس الحكومة ووزراء الدولة. تدير الحكومة السياسة الداخلية والخارجية والإدارة المدنية والعسكرية والدفاع عن الأمة باسم الملك نيابة عن الشعب. بالإضافة إلى ذلك تمارس الحكومة السلطة التنفيذية واللوائح القانونية.
لا يوجد نص في الدستور الإسباني لمنح صراحة أي سلطات طارئة للحكومة، والتي يمكن فهمها على أنها طرد الأرواح الشريرة من الدكتاتورية الأخيرة في إسبانيا. ومع ذلك فإن الباب الثاني الأقسام 56 من الدستور ينيط الملك بأنه «المحكم والمسؤول عن المؤسسات» الحكومية، ويتولى الملك التحكيم والإشراف على الأداء المنتظم للمؤسسات (التحكيم والمراجعة العادية للمؤسسات). يمكن فهم هذا البند على أنه يسمح للملك أو لوزراء حكومته بممارسة سلطة الطوارئ في أوقات الأزمات الوطنية، مثل استخدم الملك سلطته لدعم الحكومة الحالية ودعوة الجيش للتخلي عن انقلاب 23 فبراير 1981 في إسبانيا.

## عودة الديمقراطية
كان أدولفو سواريز أول رئيس وزراء منتخب ديمقراطياً في حكومة ما بعد فرانكو، ورئيس الوزراء الإسباني رقم 149 منذ عام 1834. وقد تم تعيينه من قبل الملك خوان كارلوس في 3 يوليو 1976. وفي الانتخابات العامة الإسبانية عام 1977 تم تأكيد منصبه كرئيس للوزراء من قبل تصويت.

## النبلاء
تم تأسيس النبلاء في إسبانيا من قبل الملك، وفقًا لوزارة العدل الإسبانية وهي أعلى درجات التميز التي قد يمنحها بصفته الشرف الفخرية في إسبانيا. تقليديا يجب أن يتم التوقيع على عنوان الامتياز الذي يخلق الكرامة من قبل وزير في الحكومة. عندما يتم إنشاء منصب لرئيس سابق عادة ما يصادق الرئيس اللاحق على المرسوم الملكي. كمكافأة للخدمة الوطنية منح الملك النبلاء لاثنين من رؤسائه السابقين الذين تقاعدوا منذ ذلك الحين من السياسة النشطة: تم إنشاء لقب لـ أدولفو سواريز وهو دوق سواريز الأول وليوبولدو كالبو صوطيلو أعطي مركيز مصب ريباديو. تم إنشاء ألقاب النبالة الإضافية من قبل الملك لوزراء الحكومة الآخرين، عادةً بناءً على نصيحة رئيس الحكومة.
اعتبارًا من عام 2005 أنشأ الملك أربعين لقبًا وراثيًا للنبلاء.